# Liste von Musikfestivals in der DDR

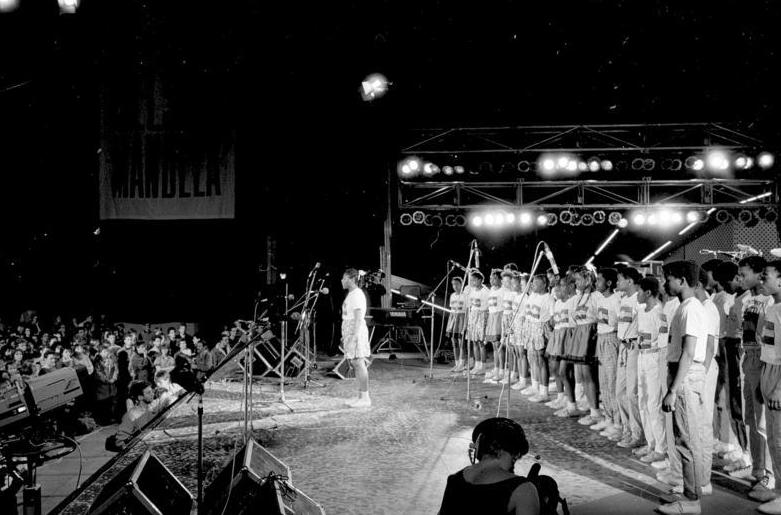
Festival des politischen Liedes, 1989

Diese Liste enthält Musikfestivals in der DDR. 

## Klassische Musik
- Schumann-Fest, Zwickau, seit 1947
- Bachfest Leipzig, seit 1950 in größeren Abständen
- Händel-Festspiele Halle, seit 1952
- Hallische Musiktage, seit 1955, für zeitgenössische Musik
- Görlitzer Bachwoche, seit 1953
- Berliner Festtage des Theaters und der Musik, 1959–1990
- Arbeiterfestspiele der DDR, 1959–1990, auch andere Kulturbereiche
- Telemann-Festtage, Magdeburg, seit 1962
- Choriner Musiksommer, seit 1964/1970
- Musikfesttage Hoyerswerda, seit 1966
- Musik-Biennale Berlin, seit 1967, für zeitgenössische Musik (jetzt Maerzmusik)
- DDR-Musiktage,  1974–1990, zweijährlich
- Dresdner Musikfestspiele, seit 1978
- Torgauer Festwoche für Kirchenmusik, seit 1983
- Dresdner Tage der zeitgenössischen Musik, seit 1987

## Unterhaltungsmusik
Schlager
- Internationales Schlagerfestival der Ostseeländer, Rostock, 1962–1975, dann Liederfestival Menschen und Meer, 1977–1989
- Internationales Schlagerfestival Dresden, 1971–1988
- Goldener Rathausmann, Dresden, 1978–1990, für Nachwuchskünstler

Jazz
- Internationales Dixieland Festival Dresden, seit 1971
- Jazztage Ilmenau, seit 1972
- Freiberger Jazztage, seit 1972
- Jazzwerkstatt Peitz, 1973–1982
- Leipziger Jazztage, seit 1976
- Jazzbühne Berlin, 1977–1989
- Eldenaer Jazz Evenings, seit 1981
- Mandaujazz, Zittau, seit 1982
- Jazztage der DDR, Weimar, 1985, 1989[1]
- Internationale Sonneberger Jazztage, seit 1986

Lied und Folk
- Festival des politischen Liedes, Berlin, 1970–1990
- Chansontage der DDR, Frankfurt/Oder, 1973–1992
- Chansontage Kloster Michaelstein, 1976–1984, dann in Langeln 1986–etwa 1991, dann in Wernigerode 1992
- Internationales Chorfestival des revolutionären Arbeiterliedes, Leipzig, 1979, 1984, 1988
- Liedersommer der FDJ, Berlin, 1983–1989
- Leipziger Liederaue, 1985–1988
- Tage der jiddischen Kultur, Berlin, 1987–1997

Blues
- Festival Wandersleben, 1973–1975[2]
- Bluesfestival Berka
- Bluesfestival Dresden, seit 1984
- weitere kleinere Bluesfestivals in Wismar, Ketzin und anderen Orten

Rock
- Rock für den Frieden, Berlin, 1982–1987
- Berliner Rocksommer, 1984–1989
- Leipziger Rockfestival, 1985–1995
- Festival Steinbrücken, 1985–etwa 1992, privat organisiert
- Friedenswoche der Berliner Jugend, 1988